# 沙巴雀鯛
沙巴雀鯛（學名：Pomacentrus geminospilus），是輻鰭魚綱鱸形目雀鯛科雀鯛屬的其中一種，分布於中西太平洋馬來西亞及印尼海域，深度4至20公尺，體長可達8公分，棲息在沿海泥底質水域，以浮游生物為食，繁殖期時成對出現，雄魚會守護卵直到孵化，生活習性不明。